# Haley Eckerman
Haley Jordann Eckerman (Waterloo, 10 novembre 1992) è una pallavolista statunitense.
Gioca nel ruolo di schiacciatrice e opposto nel Proton.

## Carriera
La carriera di Haley Eckerman inizia a livello scolastico, giocando per la Waterloo East High School. Terminate le scuole superiori, entra a far parte della squadra di pallavolo femminile della University of Texas at Austin, prendendo parte alla Division I NCAA dal 2011 al 2014 ed aggiudicandosi il titolo del 2012; inoltre nel corso della propria carriera universitaria fa incetta di riconoscimenti individuali.
Nel gennaio 2015 inizia la carriera professionistica nella V-League sudcoreana, vestendo la maglia del GS Caltex Seoul nella seconda parte del campionato 2014-15. Al termine degli impegni in Corea del Sud, va a giocare la fase finale della stagione 2015 nella Liga de Voleibol Superior Femenino con le Leonas de Ponce. Nel campionato successivo approda nella Superliqa azera, dove gioca per l'Azərreyl Voleybol Klubu, che tuttavia lascia già a dicembre, ritornando a giocare con le Leonas de Ponce per la Liga de Voleibol Superior Femenino 2016: dopo l'eliminazione in semifinale della sua franchigia, approda alle Capitalinas de San Juan a causa dell'infortunio di Tiana Dockery.
Nella stagione 2016-17 approda in Italia, disputando la Serie A1 con la Pro Victoria; conclusi gli impegni col club italiano, torna per la terza stagione consecutiva alle Leonas de Ponce. Nella stagione seguente si trasferisce in Russia, disputando la Superliga col Proton.

## Palmarès

### Club
- NCAA Division I: 1

2012

### Premi individuali
- 2011 - National Freshman of the Year
- 2011 - All-American Second Team
- 2012 - All-American First Team
- 2012 - Division I NCAA statunitense: Louisville National All-Tournament Team
- 2013 - All-American First Team
- 2013 - Division I NCAA statunitense: Lincoln Regional All-Tournament Team
- 2014 - All-American First Team
- 2014 - Division I NCAA statunitense: Minneapolis Regional MVP